# تينور (فلم)
تينور (بالإنجليزية: Tenure) هو فيلم الكوميدي أمريكي من إخراج مايك مليون لوك ويلسون تم إنتاج الفيلم من قبل شيف بول صدر على شكل ديفيدي في 2010.

## قصة
تدور قصة الفيلم عن منافسة كوميدية يخوضها أستاذ جامعي مع زميلته الجديدة الفاتنة للحصول على تقديرات جيدة تتيح لكل منهما البقاء

## وصلات خارجية
- مقالات تستعمل روابط فنية بلا صلة مع ويكي بيانات